# Арт Карни
Арт Карни (на английски: Arthur William Matthew 'Art' Carney) е американски филмов, театрален, телевизионен и радио актьор, комик и певец. Известен е с ролята на Ед Нортън в телевизионния ситком „Младоженците“. 

## Биография
Кариерата му започва в радиото, след това се мести в телевизията. Прави дебюта си на Бродуей през 1957 г. Номиниран е за 7 Еми награди и печели 6 от тях. През 1974 година печели Оскар за филма „Хари и Тонто“.
Умира от естествена смърт на 9 ноември 2003 г.

## Избрана филмография
| година | филм                   | оригинално заглавие    | роля             | режисьор        |
| ------ | ---------------------- | ---------------------- | ---------------- | --------------- |
| 1965   | Жълтият Ролс-Ройс      | The Yellow Rolls-Royce | Джоуи Фридлендър | Антъни Аскуит   |
| 1993   | Последният екшън герой | Last Action Hero       | Франк            | Джон Мактиърнън |